# Política de Estonia

Escudo de la República de Estonia.

La forma de gobierno adoptada por Estonia es la república parlamentaria democrática, representativa y pluripartidista en el marco de un Estado unitario. 

## Presidente de la República de Estonia

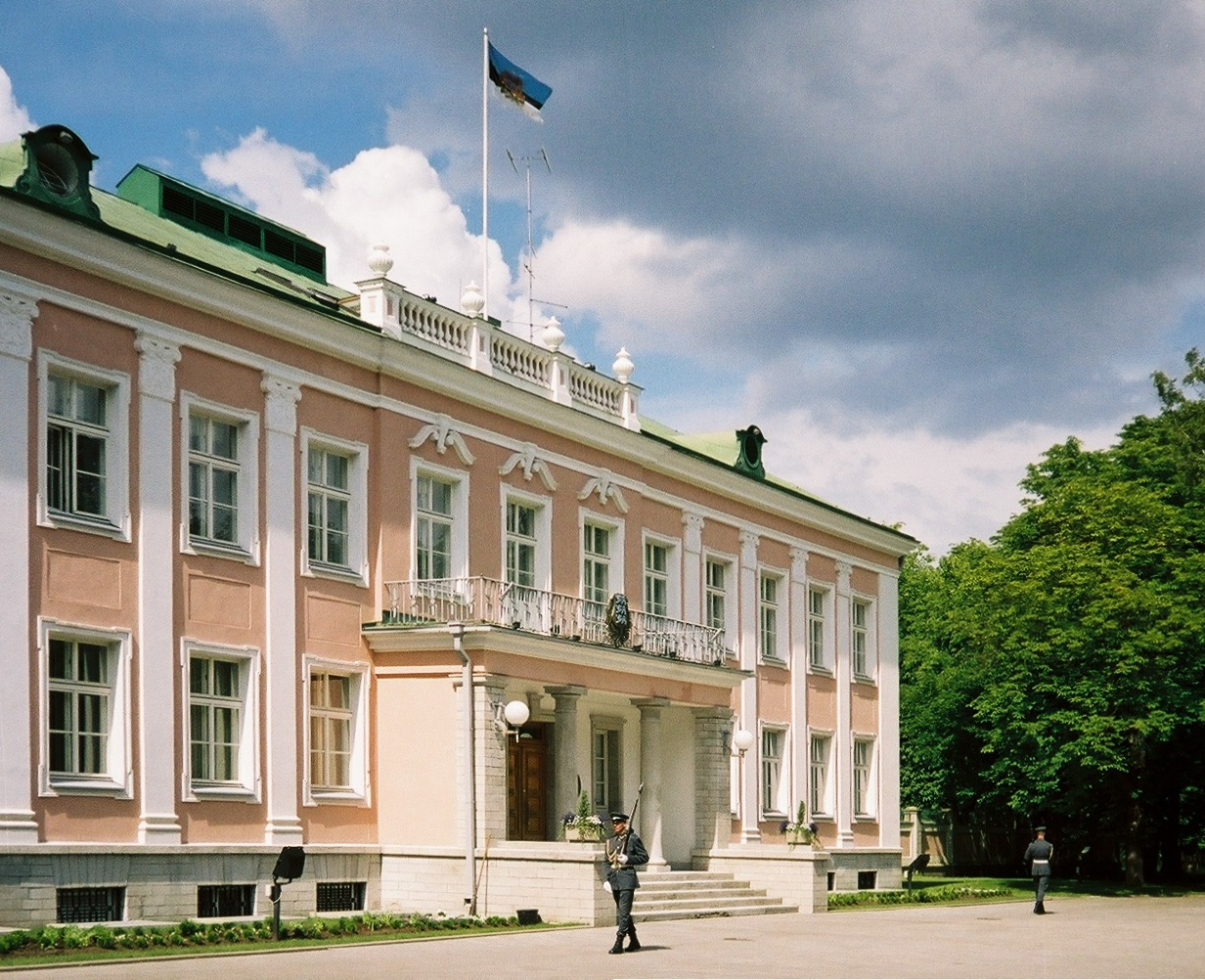
Palacio de Kadriorg, residencia oficial del Presidente de Estonia.

El Presidente de la República de Estonia (en estonio, Eesti Vabariigi President) es el Jefe del Estado, y es elegido por un periodo de cinco años por el Riigikogu, (Parlamento), no pudiendo optar a más de dos mandatos consecutivos.
Al Presidente se le atribuyen fundamentalmente tareas representativas del Estado en las relaciones exteriores, nombra y destituye a los embajadores de la República así como es el encargado de firmar en los tratados internacionales. Aunque también posee ciertas facultades legislativas como la función de arbitraje que ejerce entre las distintas fuerzas parlamentarias proponiendo al líder del partido más votado la formación del gobierno, que se constituye tras la aprobación parlamentaria. Además el presidente es el Comandante en Jefe de las Fuerzas Armadas Estonias. 
El candidato a Presidente debe obtener la aprobación de dos tercios de la cámara, esto es 68 votos de los 101 que componen el Riigikogu. Si no consigue esta mayoría en tres votaciones celebradas durante dos días, se encarga a una asamblea electoral, compuesta por el total de los parlamentarios y un número, determinado en cada caso, de miembros de los gobiernos locales, elegir entre los dos candidatos más votados, una vez elegido este podrá ser designado Presidente con una mayoría simple en el parlamento. El Presidente no debe tener afiliación política durante el tiempo de permanencia en el cargo.

## Poder ejecutivo

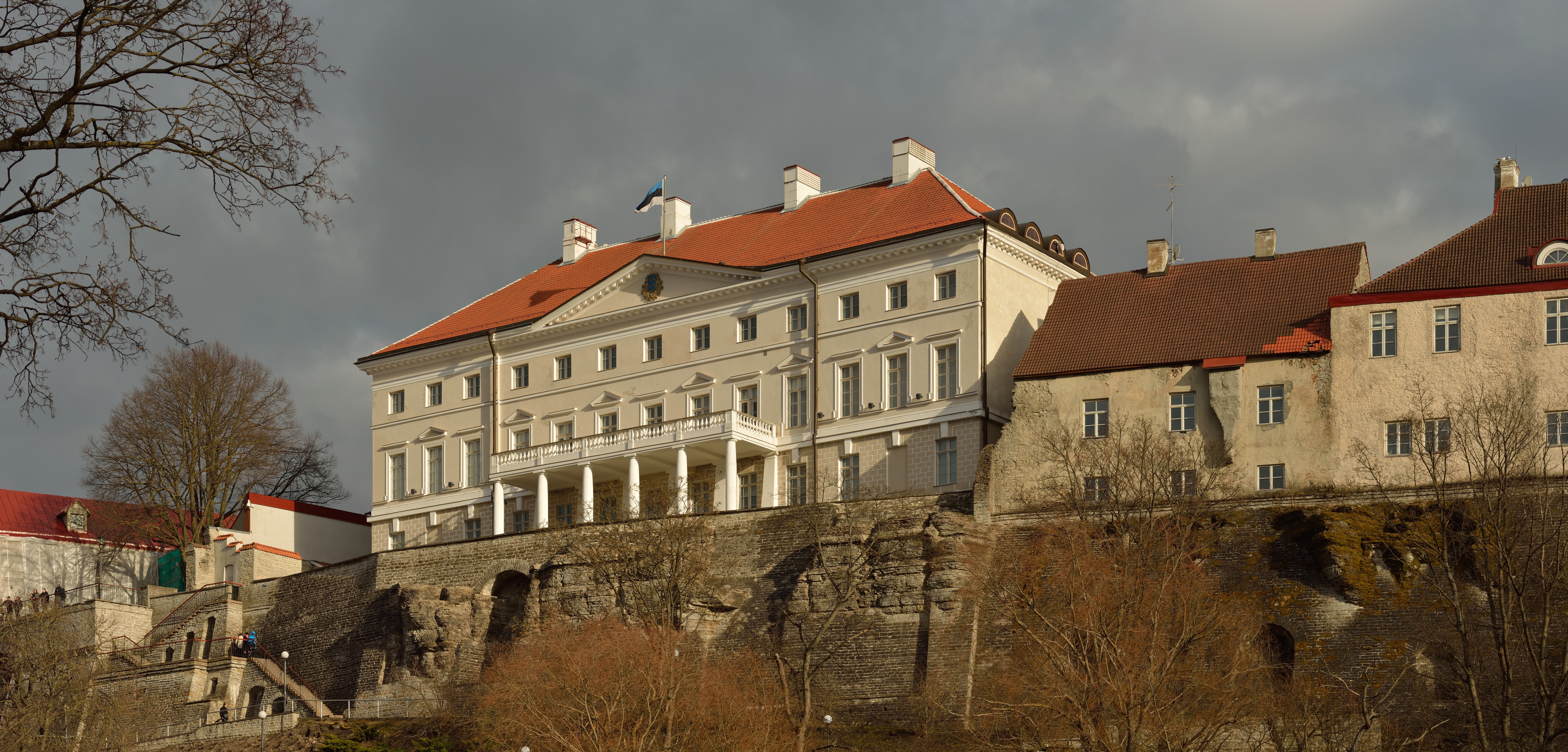
Casa Stenbock, sede de gobierno.

### Gobierno de la República de Estonia
El poder ejecutivo reside en el Gobierno de la República de Estonia, formado por el primer ministro de Estonia (en estonio Eesti Vabariigi Peaminister), que es el jefe de gobierno, y sus ministros. 
El primer ministro es propuesto por el presidente, generalmente es el líder del mayor partido o de la mayor coalición parlamentaria, y nombrado por el Riigikogu. Una vez designado el primer ministro debe elaborar la lista de los miembros que compondrán su gabinete y presentarla a la aprobación del presidente. 
Las funciones del gobierno son llevar a cabo la política interior y exterior que es acordada en el parlamento, dirigir y coordinar el trabajo de las instituciones gubernamentales. El gobierno tiene también el derecho a disolver el parlamento y convocar nuevas elecciones cuando este expresa su falta de confianza en el ejecutivo.
La figura del primer ministro es, de acuerdo con la constitución, la encargada de la supervisión y dirección del trabajo del gobierno. La importancia del primer ministro y su papel en el gobierno y las relaciones con los otros ministerios dependen en gran medida en la posición que ocupa el partido que lidera el primer ministro con relación a los demás partidos de la coalición y la influencia que posee dentro de su propio partido. La mayor autonomía la logra el primer ministro si goza de una fuerte autoridad dentro de su partido y el gobierno se compone únicamente de representantes de este partido. De todas formas en las cuestiones cruciales la última palabra la tiene el Riigikogu representante del poder legislativo.

## Poder legislativo

### Riigikogu

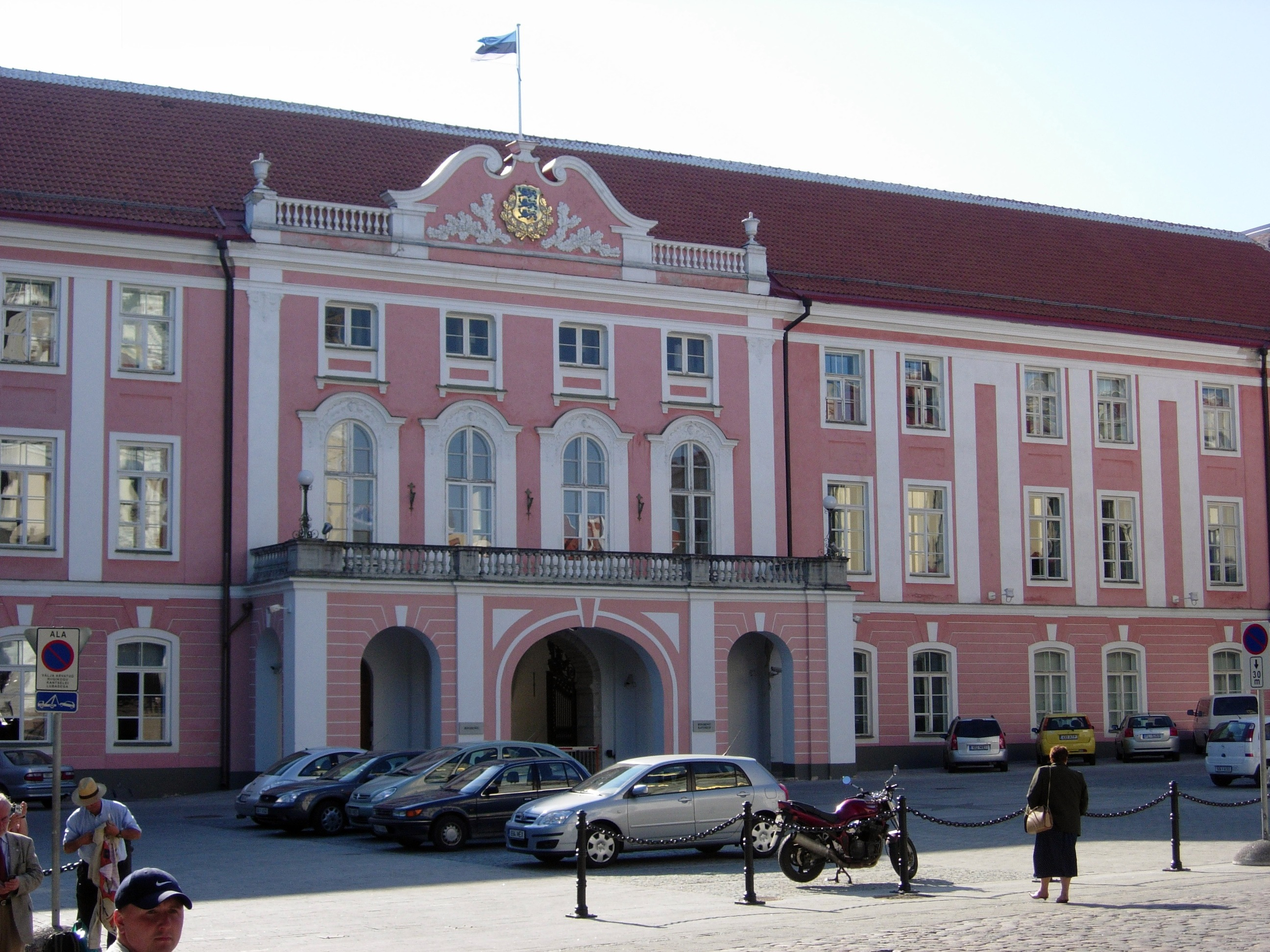
Edificio del parlamento estonio, Riigikogu.

El Poder Legislativo se encuentra radicado en el Riigikogu, que es el parlamento unicameral de Estonia, compuesto por 101 miembros elegidos en base al sistema proporcional, método d'Hondt corregido. Sus integrantes son electos por un período de cuatro años. Para ser candidato al Riigikogu se ha de haber cumplido los 21 años y tener conocimiento del idioma estonio. Para que un partido pueda obtener representación parlamentaria es necesario un umbral mínimo del 5% de los votos. Y para que un partido pueda constituir un grupo parlamentario necesita haber obtenido al menos 6 escaños.
Pueden votar todos los habitantes mayores de 18 años que tengan la ciudadanía estonia, dato importante si se tiene en cuenta que un amplio sector de la población estonia de origen ruso no tiene dicha ciudadanía.
Las funciones del Riigikogu son múltiples, entre ellas la aprobación de los presupuestos estatales presentados por el gobierno, la aprobación de la legislación, la ratificación de los acuerdos internacionales que imponen modificaciones al sistema militar o de propiedad. Además el parlamento debe nombrar al primer ministro, al Presidente de la nación, al Presidente del Tribunal Supremo, al Presidente del Banco Nacional Estonio, al Jefe del Estado Mayor de Defensa Estonia, al Auditor General de Estonia y demás altos funcionarios.
Además el Riigikogu tiene una importante tarea en la supervisión del ejecutivo, para ello tiene el derecho de presentar mociones de censura tanto al gobierno como al primer ministro o a alguno de los ministros que componen su gabinete. También se realiza una sesión de control al gobierno. Aparte el Riigikogu es el encargado de formar comisiones especiales para estudiar casos concretos, cuyos resultados aunque no tienen carácter vinculante aportan sugerencias e ideas al gobierno.

## Poder judicial

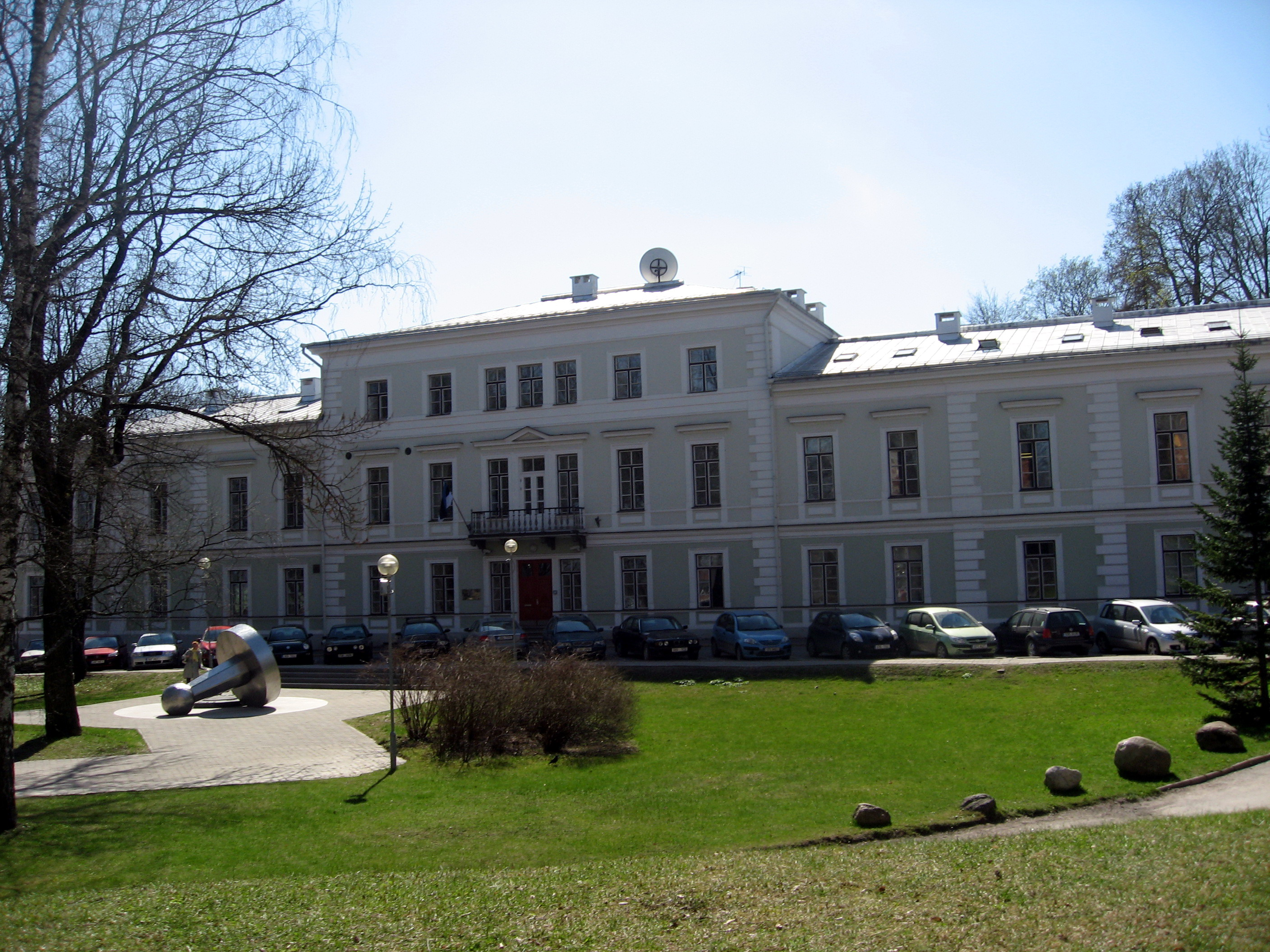
Edificio del Riigikohus en Tartu.

El sistema judicial está dividido en tres niveles: tribunales de primera instancia (municipales, comarcales y juzgados administrativos), juzgados de segunda instancia (tribunales de apelación) y Tribunal Supremo, que también cumple las funciones de tribunal constitucional, está compuesto por 19 miembros a título vitalicio elegidos por el Parlamento de una propuesta del Presidente. Estos jueces no pueden ejercer ningún otro cargo.
La Constitución estonia estipula la existencia de un Banco Nacional independiente del Gobierno, que opera como banco de emisión. También establece la institución de Canciller Legal, que desempeña al mismo tiempo la tarea de Defensor del Pueblo, y la de Interventor General del Estado. El Riigikogu, tras propuesta del Presidente, designa al Gobernador del Banco Nacional, al Canciller Legal y al Auditor General, que son funcionarios independientes del gobierno y no pueden ser destituidos por el parlamento antes de haber servido por una legislatura completa.

## División administrativa
Estonia está compuesta por 15 condados (maakond), 195 municipios rurales (vald) y 47 ciudades (linn). 
A la cabeza de los condados se sitúa un gobernador representante del gobierno nacional que es nombrado por este por un periodo de cinco años.
El gobierno local comprende un Consejo Municipal (Volikogu) que es un órgano representativo compuesto por residentes estonios tengan o no la ciudadanía que son elegidos para un mandato de 4 años. El Presidente del Consejo Municipal es elegido por los concejales que lo constituyen. Y el Ayuntamiento (Linnavalitsus): es un órgano ejecutivo electo. Las elecciones locales se celebran cada tres años y en ellas pueden votar todos los residentes de la localidad.
Las funciones de los municipios son iguales ante la ley, independientemente de su extensión o población, aunque parte de su presupuesto proviene de la administración central, los municipios tienen sus propios presupuestos y el derecho a fijar impuestos locales. La cooperación entre diferentes municipios se establece en las asociaciones de gobierno local. Existen así mismo organizaciones a nivel estatal de representación de los municipios tales como la Asociación de Ciudades Estonas y la Asociación de Municipios de Estonia. 

## Situación política actual

### Gobierno
El actual gobierno está compuesto por una coalición tripartita, formada por el partido Reformista, la Unión Pro Patria y Res Pública y el Partido Socialdemócrata. El primer ministro es el reformista Andrus Ansip, las trece carteras ministeriales están repartidas a partes iguales entre reformistas y conservadores, cinco para cada uno, quedando tres para los socialdemócratas. Defensa, Educación, Asuntos Económicos, Agricultura y Asuntos Regionales quedaron en manos de la Unión Pro Patria y Res Pública, mientras que los Asuntos Sociales, Exteriores, Justicia, Cultura y Medio Ambiente fueron del Partido Reformista. Los Socialdemócratas ocuparon la cartera de Finanzas, Interior y Asuntos de Población. 

### Partidos en el Riigikogu
Actualmente en el Riigikogu están representados 6 partidos;
- Partido Reformista Estonio, Liberalismo clásico, 34 escaños, líder Kaja Kallas
- Partido del Centro Estonio, socioliberalismo, 25 escaños, líder Jüri Ratas
- Partido Popular Conservador de Estonia, populista nacionalista, 19 escaños, líder Mart Helme.
- Isamaa, Conservadurismo, 12 escaños, líder Helir-Valdor Seeder
- Partido Socialdemócrata, Socialdemocracia, 10 escaños, líder Indrek Saar

## Elecciones
Estonia celebra elecciones parlamentarias y locales.
Estonia posee un sistema multipartidista en el cual son numerosos los partidos que pueden optar a formar gobierno, generalmente bajo la constitución de coaliciones con otros partidos.
En las elecciones locales se elige a los concejales del gobierno local, dependiendo de la población los municipios poseen un número mínimo de concejales, las elecciones locales se celebran cada tres años, siguiendo el sistema de representación proporcional.
Estonia se ha convertido en el primer país con voto electrónico, tanto para las elecciones presidenciales como para las parlamentarias.
En la siguiente tabla se muestran los resultados de las últimas elecciones parlamentarias celebradas en Estonia (2019):
|                                    |                                    |         |      |         |       |
| Partido                            | Partido                            | Votos   | %    | Escaños | ±     |
|                                    | Partido Reformista                 | 162.364 | 28,9 | 34      | +4    |
|                                    | Partido del Centro                 | 129.617 | 23,1 | 26      | −1    |
|                                    | Partido Popular Conservador        | 99.672  | 17,8 | 19      | +12   |
|                                    | Isamaa                             | 64.219  | 11,4 | 12      | −2    |
|                                    | Partido Socialdemócrata            | 55.168  | 9,8  | 10      | −5    |
|                                    |                                    |         |      |         |       |
|                                    | Estonia 200                        | 24.447  | 4,4  | 0       | Nuevo |
|                                    | Verdes Estonios                    | 10.226  | 1,8  | 0       | 0     |
|                                    | Riqueza de la Vida                 | 6.858   | 1,2  | 0       | Nuevo |
|                                    | Partido Libre Estonio              | 6.460   | 1,2  | 0       | −8    |
|                                    | Izquierda Unida Estonia            | 510     | 0,1  | 0       | 0     |
|                                    | Independientes                     | 1.590   | 0,3  | 0       | 0     |
| Votos nulos                        | Votos nulos                        | 3.897   | –    | –       | –     |
| Total                              | Total                              | 565.028 | 100  | 101     | 0     |
| Votantes registrados/Participación | Votantes registrados/Participación | 887.419 | 63,7 | –       | –     |
| Fuente: Valimised                  |                                    |         |      |         |       |

## Tratados Internacionales
Estonia ha suscrito los siguientes tratados internacionales; 
BPI, CEMB, CE, CCE, BERD, CENUE, UE, FAO, FIEA, BIRF, OACI, CPI, Cruz Roja, CFI, OHI, OIT, FMI, OMI, Interpol, COI, OIM (observador), OIE, (miembro correspondiente), UIT, CSI, OTAN, OPAQ, OSCE, ONU, CNUCYD, Unesco, MINUBH, MINUK, ONUST, UPU, UEO (miembro asociado), OMS, OIA, OMPI, OMM, OMC.

## Historia
Tras la proclamación de la independencia de Estonia en 1918 se constituyó una república parlamentaria. El Riigikogu (Asamblea del Estado) elegía a un Riigivanem que ejercía de jefe de gobierno y jefe de Estado. Durante la llamada época del silencio, que comprende el periodo en el que Konstantin Päts ejerció su dictadura legislando a base de decretos desde 1934 a 1938, el parlamento no fue convocado y los partidos políticos fueron prohibidos. Tras la aprobación de una nueva constitución presidencialista, Päts se convierte en el primer Presidente del país en 1938. La constitución fue aprobada por un Riigikogu compuesto por miembros no elegidos democráticamente, en ella se dotaba al estado de un sistema bicameral, novedoso en Estonia, que estaba compuesto por el Riigivolikogu (Cámara Alta) e Riiginõukogu (Cámara Baja).
En 1940 Estonia fue ocupada por la Unión Soviética y un año después sería invadida por la Alemania nazi. Durante este periodo las instituciones estonias fueron anuladas. En septiembre de 1944, aprovechando el ínterin que va desde la retirada del ejército nazi a la reocupación soviética, Otto Tief forma un nuevo gobierno en conformidad con la constitución de 1938 que dura apenas cinco días, siendo la mayoría de los integrantes del ejecutivo detenidos y deportados.
En 1991 la República de Estonia fue restaurada siguiendo la continuidad legal de la constitución de 1938. En 1992 se aprobó por referéndum una nueva constitución. 
En los años que siguieron a la independencia decenas de partidos se presentaron a las elecciones para representar a una población de apenas 1.300.000 habitantes, actualmente son seis los partidos con representación parlamentaria. Los gobiernos locales han experimentado una evolución parecida. Todas las personas mayores de 18 años con residencia permanente en la población pueden votar en las elecciones locales. Estonia no tiene religión oficial, su constitución garantiza la libertad religiosa en un estado donde la mayoría de la población no sigue ninguna creencia. 

### Política tras la independencia
Una nueva constitución elaborada por una asamblea constituyente tras la independencia se aprobó en referéndum el 28 de junio de 1992, en ella se establecía un gobierno parlamentario con un presidente como jefe De Estado y un gobierno encabezado por un primer ministro.
El Riigikogu, órgano legislativo unicameral, es la máxima autoridad del Estado. En él se da inicio y se aprueba la legislación presentada por el primer ministro. El primer ministro posee una responsabilidad y control total sobre su gobierno.
El 20 de septiembre de 1992 fueron realizadas las elecciones parlamentarias y presidenciales. Aproximadamente el 68% de los 637.000 electores registrados fueron a votar. Lennart Meri un ilustre escritor y antiguo Ministro de Asuntos Exteriores, resultó elegido convirtiéndose así en el primer presidente de Estonia desde Päts. Designando como primer ministro a Mart Laar de 32 años, e historiador y fundador de la Unión Cristiano Demócrata Estonia.
En febrero de 1992 el Riigikogu renovó la ley de Ciudadanía de Estonia que preveía igual protección civil a los residentes extranjeros. En 1996 Estonia ratificó un acuerdo sobre fronteras con Letonia y completó un trabajo con Rusia sobre un acuerdo técnico de fronteras. 
El Presidente Meri fue reelegido en unas elecciones libres e indirectas en agosto y septiembre de 1996. Tras las elecciones parlamentarias de 1999 los escaños del Riigikogu fueron repartidos entre siete formaciones políticas, alcanzando el mayor número de estos el Partido Centrista Estonio con 28, a Unión Pro Patria le correspondieron 18, al Partido Reformista Estonio 18, a la coalición del Partido Popular-Moderados 17, al Partido de Coalición y al Partido Popular del País Estonio (actual Unión Popular Estonia) se le asignaron 7 asientos a cada uno, por último al Partido Popular Unido le correspondieron 6 escaños. Una coalición compuesta por Unión Pro Patria, el Partido Reformista y los Moderados formaron un gobierno encabezado por Mart Laar, mientras que la oposición quedó conformada por el Partido Centrista, el Partido de Coalición, la Unión Popular, el Partido Popular Unido y los miembros del parlamento no adscritos a ningún partido político.
Los moderados se unirán el 27 de noviembre de 1999 al Partido Popular formando el Partido Moderado Popular.
En otoño de 2001 Arnold Rüütel fue designado Presidente de la República de Estonia. En enero el primer ministro Laar renunció y el presidente propuso a Siim Kallas como nuevo primer ministro. El 28 de enero de 2002, se formó un nuevo gobierno tras la formación de una coalición entre el Partido Reformista y el Partido Centrista.
Las elecciones parlamentarias de 2003 produjo la entrada al escenario político parlamentario del Partido Res Pública, escisión del Partido Pro Patria, que empató a escaños con el Partido Centrista obteniendo 28 cada uno, el Partido Reformista consiguió 19 seguido por la Unión Popular con 13, Unión Pro Patria que descendió a los 7 asientos y los Moderados que solo consiguieron 6. El Partido Popular Unido no consiguió llegar al 5% de los votos exigidos para estar representado en el Riigikogu, con lo que se quedó fuera. Res Pública, el Partido Reformista y Unión Popular formaron una coalición de gobierno encabezada por Juhan Pats.
El 14 de septiembre de 2003 se celebró el referéndum de adhesión a la Unión Europea que con una participación del 64%, se aprobó con un 66.83% de los votos. La entrada oficial a la Unión se produjo el 1 de mayo del año siguiente.
En febrero de 2004 el Partido Popular Moderado se redefinió como Partido Socialdemócrata (Sotsiaaldemokraatlik Erakond).
El 8 de mayo de 2004 se produjo la salida de varios miembros del Partido Centrista que fundaron el Partido Social Liberal de escaso recorrido. Eso modificó la composición parlamentaria donde el nuevo partido ocupaba 8 escaños, el 10 de mayo del año siguiente la mayoría de los miembros socio liberales se habían integrado en otros partidos.
El 24 de marzo el primer ministro Juhan Pats anunció su renuncia después del voto de censura que el Riigikogu había emitido contra su Ministro de Justicia Ken-Marti Vaher.
El 4 de abril de 2005 Rüütel nombra a Andrus Ansip primer ministro que forma un nuevo gobierno, el octavo en doce años. Ansip formó una coalición compuesta de su partido, el Reformista, la Unión Popular y el Partido Centrista. El 12 de abril el Riigikogu aprobó su nombramiento que por ley debe formar gobierno 14 días después. Ansip consiguió 53 votos favorables de los 101 escaños que componen el parlamento, contra su candidatura votaron 40 diputados. El nuevo gobierno es conocido popularmente como la coalición del ajo, ya que los acuerdos para formarla fueron alcanzados por sus líderes en un restaurante de Tallin especializados en platos con ajo.
El 18 de mayo de 2005 Estonia firmó un tratado fronterizo con la Federación Rusa en Moscú. El tratado fue ratificado por el parlamento el 20 de junio. Sin embargo el ministerios de asuntos exteriores ruso informó que no iba a ser ratificado por su parlamento debido a un anexo añadido por el parlamento estonio al tratado que hacía referencia a antiguos documentos que mencionaban la ocupación soviética y la interrupción de la continuidad legal de la República de Estonia durante el periodo soviético. El asunto por tanto sigue abierto.
Estonia ha sido pionera en la utilización del voto electrónico que ya ha sido utilizado en las últimas elecciones locales y parlamentarias. 
El 4 de abril de 2006 Unión Pro Patria y Res Pública se unieron para aglutinar el voto de derechas, la unión se formalizó el 4 de junio en Pärnu nombrándose al partido Unión Pro Patria y Res Pública (en estonio, Isamaa ja Res Publica Liit).
Tabla donde se muestran las distintas coaliciones gobernantes desde la independencia
| Partido | Partido                        | Orientation (Ideología)             | Partido del Centro   | Partido Reformista          | Res Publica | Unión Pro Patria     | Unión Popular | Partido Socialdemócrata | Partido de la Coalición | Unión Pro Patria y Res Publica |
| ------- | ------------------------------ | ----------------------------------- | -------------------- | --------------------------- | ----------- | -------------------- | ------------- | ----------------------- | ----------------------- | ------------------------------ |
|         | Partido del Centro             | centroizquierda (social liberal)    | *                    | 2002-2003; 2005-2007        | -           | -                    | 2005-2007     | -                       | 1995                    | -                              |
|         | Partido Reformista             | centroderecha (liberalismo clásico) | 2002-2003; 2005-2007 | *                           | 2003-2005   | 1992-95; 1999-2002   | 2003-2007     | 1999-2002; 2007-        | 1995-1997               | 2007-                          |
|         | Res Publica                    | centroderecha (conservador)         | -                    | 2003-2005                   | *           | -                    | 2003-2005     | -                       | -                       | -                              |
|         | Unión Pro Patria               | centroderecha (conservador)         | -                    | 1992-1995, 1999-2002        | -           | *                    | -             | 1992-1995, 1999-2002    | -                       | -                              |
|         | Unión Popular                  | centroizquierda(agrario)            | 1995, 2005-2007      | 1995-1997, 2005-2007        | -           | -                    | *             | -                       | 1995-1999               | -                              |
|         | Partido Socialdemócrata        | centroizquierda(socialdemócrata)    | -                    | 1992-1994; 1999-2002; 2007- | -           | 1992-1994, 1999-2002 | -             | *                       | -                       | 2007-                          |
|         | Partido de la Coalición        | centro (centristista)               | 1995                 | 1995-1997                   | -           | -                    | 1995-1999     | -                       | *                       | -                              |
|         | Unión Pro Patria y Res Publica | centroderecha (conservador)         | -                    | 2007-                       | -           | -                    | -             | 2007-                   | -                       | *                              |